# Naze'at
Le Naze'at 6-H et le Naze'at 10-H/Mushak-120/Iran-130 (persan : نازعات) sont deux roquettes d'artillerie iraniennes à longue portée d'une portée d'environ 100 - 150 km. Le Naze'at 10-H est plus grand, plus puissant et a une portée plus grande que le Nazeat 6-H. Comme les roquettes de forme similaire Zelal, les roquettes Naze'at n'ont pas de système de guidage. Les deux systèmes sont également largement connus sans le suffixe -H, comme le Naze'at 6 et le Naze'at 10. Les Iraniens ont également développé une autre version de 500 kg appelée Mushak-160 avec une portée de 160 km.

## Histoire
La famille Naze'at a été développée dans les années 1980 avec l'aide de la Chine dans le but de construire un équivalent du missile FROG-7. Une nouvelle version des roquettes a été testée avec succès lors d'exercices militaires en 2016.

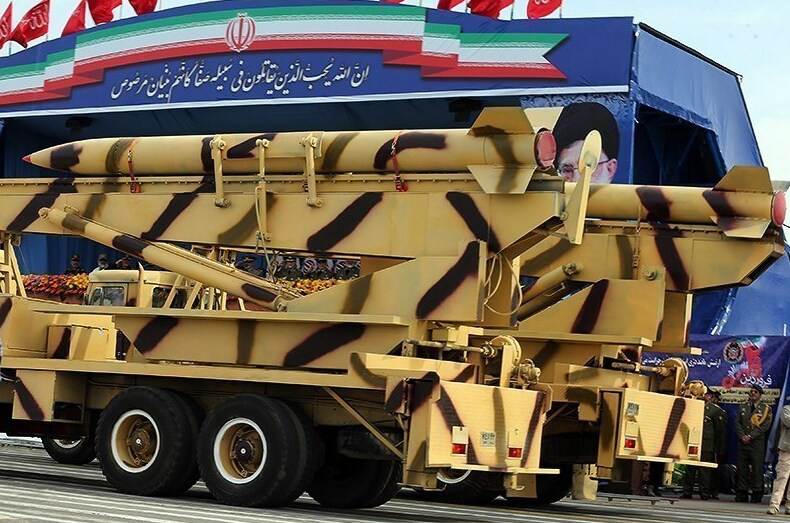
Un Naze'at 6-H

## Détails
Le Naze'at est lancé à partir d'un lanceur érecteur transporteur (TEL) et emporte une ogive conventionnelle, et potentiellement chimique ou biologique. Le système a déjà été installé sur des châssis de camion Mercedes-Benz 6x6. Un système Naze'at complet comprend un TEL et des fourgons de communication, des fourgons météorologiques et un système GPS pour surveiller le site de lancement. Les deux roquettes Naze'at ont une vitesse proche de mach 4-5. La fiabilité et la précision des roquettes Naze'at sont jugées médiocres.
Le Naze'at a des ailerons pour la stabilisation en vol et on pense qu'il a un CEP d'environ 500 à 1 000 m, ce qui est considéré comme médiocre. Il existe plusieurs TEL différents utilisés pour les fusées Naze'at.